# Гуровцы
Гуровцы (укр. Гурівці) — село на Украине, находится в Казатинском районе Винницкой области.
Код КОАТУУ — 0521485206. Население по переписи 2001 года составляет 627 человек. Почтовый индекс — 22124. Телефонный код — 4342.
Занимает площадь 17,023 км².

## Религия
В селе действует храм Рождества Пресвятой Богородицы Казатинского благочиния Винницкой епархии Украинской православной церкви.

## Известные уроженцы
- Бабий, Борис Мусиевич (1914—1993) — украинский советский учёный-историк, специалист по истории государства и права, доктор юридических наук, член-корреспондент АН УССР, академик АН УССР, заслуженный деятель науки УССР, лауреат Государственной премии УССР в области науки и техники.

## Адрес местного совета
22123, Винницкая область, Казатинский р-н, с.Непедовка, ул.Гагарина, 31